# Brigueuil
Brigueuil – miejscowość i gmina we Francji, w regionie Nowa Akwitania, w departamencie Charente.
Według danych na rok 1990 gminę zamieszkiwało 995 osób, a gęstość zaludnienia wynosiła 21 osób/km² (wśród 1467 gmin regionu Poitou-Charentes Brigueuil plasuje się na 314. miejscu pod względem liczby ludności, natomiast pod względem powierzchni na miejscu 42.).